# 月刊ステンシル
『月刊ステンシル』は、かつてエニックスが発行していた日本の月刊少女漫画雑誌。1999年に『Gファンタジー』の増刊として季刊雑誌『GファンタジーStencil』として創刊。約1年の休刊期間を経て2001年3月号より月刊化され、2003年9月号を以って休刊。

## 概要
「男子でも読める少女誌」をコンセプトに、同時期に月刊化された『月刊ガンガンWING』と比べ他社出身作家を多く起用する積極策を採った。しかし、『BUS GAMER』（峰倉かずや）が看板作の1つであるにもかかわらず隔月連載（2002年1月号で連載終了）だったことや、マッグガーデン独立で複数名の連載作家が連載を終了したことなどもあり、最後は事実上隔月化、そして2003年9月号で休刊となった。エニックス系雑誌の中でもあまり目立つこともなかったため、雑誌自体が地味に扱われる傾向があったが、『ARIA』をはじめとした代表作群は移籍してから急に脚光を浴びた例も少なくない。

## 連載作品
- AQUA（天野こずえ）→題名を「ARIA」に変え、『月刊コミックブレイド』に移籍
- アクエリアンエイジ オリオンの少年（極楽院櫻子）
- あたしの王子様（咲良あさみ）
- 現神姫（天乃咲耶）→『月刊Gファンタジー』に移籍
- Evangel（雛木ひなた）
- KAMUI（七海慎吾）→『月刊ガンガンWING』に移籍
- キジムタン（篠原花那）
- QPエンジェル（南京ぐれ子）
- 恋よりKissより大嫌い!!（梅澤はな）
- 心に星の輝きを（松葉博）→題名を「もっと☆心に星の輝きを」に変え、『月刊コミックブレイド』に移籍
- 小娘と忠犬（勇佐野）
- サクラZip（阿部真由子）
- GENERATION OF CHAOS NEXT 〜祈りぞ星に降り注ぐ〜（土方悠）
- 渋谷君友の会（藤枝とおる）
- switch（naked ape）→『月刊Gファンタジー』に移籍
- 頭上注意!（森村せん）
- タレ耳戦士ノラリ 〜ふたつの耳を持つCAT〜（SANA）
- 東京流星（林ふみの）
- ドラゴンクエスト 天空物語（幸宮チノ）→『月刊Gファンタジー』に移籍
- 南国動物楽園綺譚（斎藤カズサ）
- BUS GAMER（峰倉かずや）→2006年より『月刊ComicREX』にて内容を一新した上で連載
- パパムパ（もち）
- ファイアーエムブレム 聖戦の系譜（藤森ナッツ）←『月刊少年ギャグ王』より移籍
- FLUTEMAN（五森架里）
- ベイビートロン（エノロッコ）
- 僕と彼女の×××（森永あい）→『月刊コミックブレイド』に移籍
- POCKET HEART リデルとネジの物語（吉崎あまね）
- マイスターダスト（林ふみの）
- モーツァルトは子守唄を歌わない（有栖川るい）
- 夢喰見聞（真柴真）→『月刊Gファンタジー』に移籍
- ラビリンス 〜迷宮への招待状〜（岡崎瑞生）
- ラブリー百科事典 極東フェアリーテイルズ（岡野史佳）→『ガンガンパワード』に移籍

## ステンシルコミックス
ステンシルコミックスは『月刊ステンシル』に掲載された作品を主に収録する漫画単行本レーベル。2000年3月創刊、2003年11月を最後に刊行停止。略称は「STC」。
『ステンシル』が独立創刊前は『Gファンタジー』増刊であったことからGファンタジーコミックスのサブレーベルとなっており、一部の書誌情報では「GFCステンシル」と記載される場合もある。判型は原則としてB6判だが、『ファイアーエムブレム 聖戦の系譜』（藤森ナッツ）は掲載誌の移行に合わせてGag-Oh! コミックスからレーベルが変更された関係でA5判となっている。また、『月刊少年ギャグ王』から移籍した『ドラゴンクエスト 天空物語』（幸宮チノ）は3巻までがギャグ王コミックスの新書判として刊行されており、サイズの不揃いを防ぐ為に新書判となっている。